# Gabriel de Paula Machado
Gabriel de Paula Machado, (Ponta Grossa, 8 de abril de 1924 - Ponta Grossa, 31 de agosto de 2017) foi um músico, escritor, teólogo e bioquímico brasileiro.

## Vida e carreira
Filho de Ismael Machado, farmacêutico licenciado e Maria Luiza de Xavier Machado, professora de piano.
Estudou nos Colégios Sant’Ana, Escola da Prof. Judith Silveira, Colégio Estadual Regente Feijó, Escola Santa Cruz em Castro, e na Universidade Federal do Paraná.
Tinha diplomas de Farmacêutico Bioquímico, de Magistério de Piano e de Teologia.
Em 8 de dezembro de 1952 casou com Rita Maria Guimarães Monteiro. Teve 3 filhas, 3 netas, 2 netos e 4 bisnetos.
A escolha da profissão veio em decorrência de seu pai ser farmacêutico, entretanto, por inclinação pessoal, optou especializar-se em análises clínicas. Em 1948 começou a trabalhar na Santa Casa de Misericórdia de Ponta Grossa, onde permaneceria por 38 anos, como primeiro analista.
Foi autor de técnica especializada diagnóstica (método de alta concentração de ovos, larvas e cistos de ênteroparasitas),  conhecida e ensinada nas universidades brasileiras.
Professor titular fundador da Faculdade de Filosofia, Ciências e Letras unidade-mãe da Universidade Estadual de Ponta Grossa - UEPG sendo o primeiro chefe do Departamento de Análises Clínicas e professor de hematologia.
Na UEPG exerceu vários cargos didáticos-administrativos desde sua fundação até dezembro de 1995.
Em 9 de setembro de 2019, foi homenageado com nome de rua, situada em frente ao Hospital da Universidade Estadual de Ponta Grossa, entregue pelo vereador Paulo Balansin, autor da proposta. 

## Escritor e poeta
Ainda adolescente começou a escrever poemas, crônicas e contos curtos publicados, principalmente, em 2 livros: "Num Álbum" (1984) e "Crônicas e Poesias" (1999). Publicou também uma "História da Santa Casa de Misericórdia de Ponta Grossa" em seu sesquicinquentenário.
Seu nome consta de algumas antologias, inclusive da Academia de Letras dos Campos Gerais, da qual foi membro fundador - Cadeira nº 7 - que tem como Patrono D. Antônio Mazzarotto, primeiro bispo diocesano de Ponta Grossa do qual já publicou um "Elogio ao Patrono".
Foi membro efetivo do Centro Cultural Faris Michaele desde sua fundadação, presidente (1973/1974) do Rotary Clube de Ponta Grossa, Diretor da "Escola de Teologia para Leigos" (1977 a 1979), nascida de convênio entre a Pastoral Universitária e Departamento de Educação da UEPG e professor de música no Instituto Filosófico e Teológico "Mater Ecclesiae" da Catedral de Sant'Ana em Ponta Grossa (1996 a 1998).